# Andrea Bargnani
Andrea Bargnani (Roma, 26 ottobre 1985) è un ex cestista italiano, di ruolo ala grande o centro.
Soprannominato Il mago, è stato il primo giocatore europeo ad essere selezionato come prima scelta assoluta al draft NBA.

## Caratteristiche tecniche
Bargnani era dotato di una buona mobilità senza palla, ottimo tiro dalla lunga distanza e abilità nel palleggio in penetrazione, anche quando marcato da giocatori più piccoli, caratteristiche atipiche per un giocatore della sua stazza e del suo ruolo, che lo rendevano più simile a un'ala piccola che a un vero lungo. Questa sua versatilità rendeva più difficili gli accoppiamenti difensivi, potendo sfruttare mismatch con avversari più grandi o più piccoli. Per le sue doti fisiche e di gioco è stato spesso paragonato a Dirk Nowitzki, stella tedesca dei Dallas Mavericks, lungo con caratteristiche simili.

## Carriera

### Club

#### Gli inizi, l'arrivo in Serie A e le vittorie a Treviso (2002-2006)
Proveniente da una famiglia di sportivi, già all'età di cinque anni muove i primi passi con la palla a spicchi, spinto dalla madre Luisella, già giocatrice di basket a livello amatoriale, e soprattutto dallo zio Massimo Balducci, già cestista prima della Perugina Jeans e poi della Stella Azzurra Roma.
A sei anni si trasferisce a Trezzano Rosa con la famiglia e inizia a mettersi in luce a livello nazionale. Nel 1997 torna a Roma, dove milita nel SAM Basket Roma allenato da Roberto Castellano, ex-capitano del BancoRoma, e in seguito disputa un ottimo campionato di serie B2 con la Stella Azzurra Roma.
Nel 2003 approda in Serie A con la Benetton Treviso, squadra con cui nella stagione 2005-06 vince lo scudetto e il premio come miglior giovane del campionato italiano. Nel 2006, ormai consacrato a livello internazionale, si aggiudica il trofeo Rising Star Trophy come miglior giocatore under 22 dell'Eurolega.

### NBA (2006-2016)

#### 2006-2008

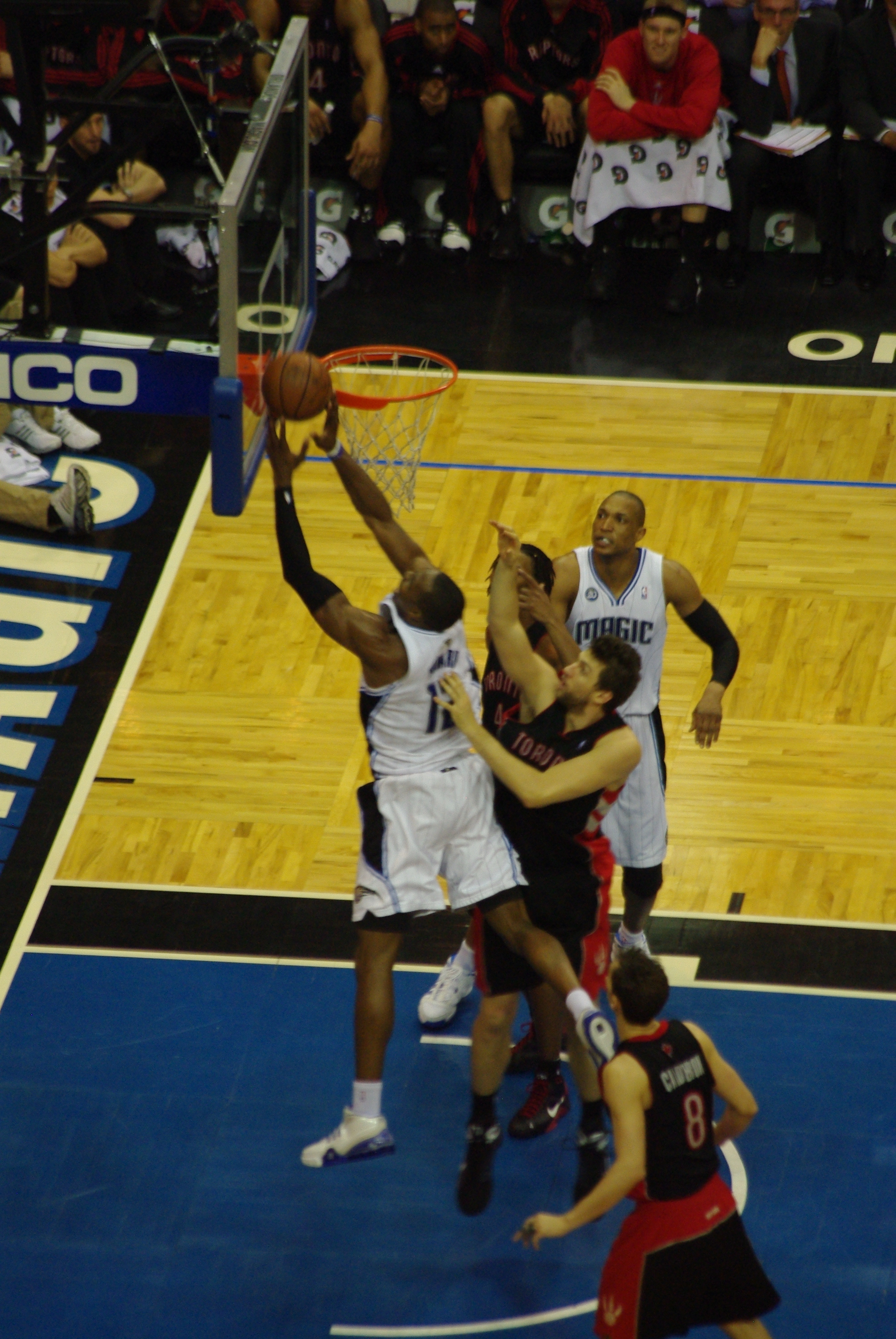
Bargnani mentre contrasta Dwight Howard

Alla fine della stagione 2005-06 si rese eleggibile per il Draft NBA 2006.

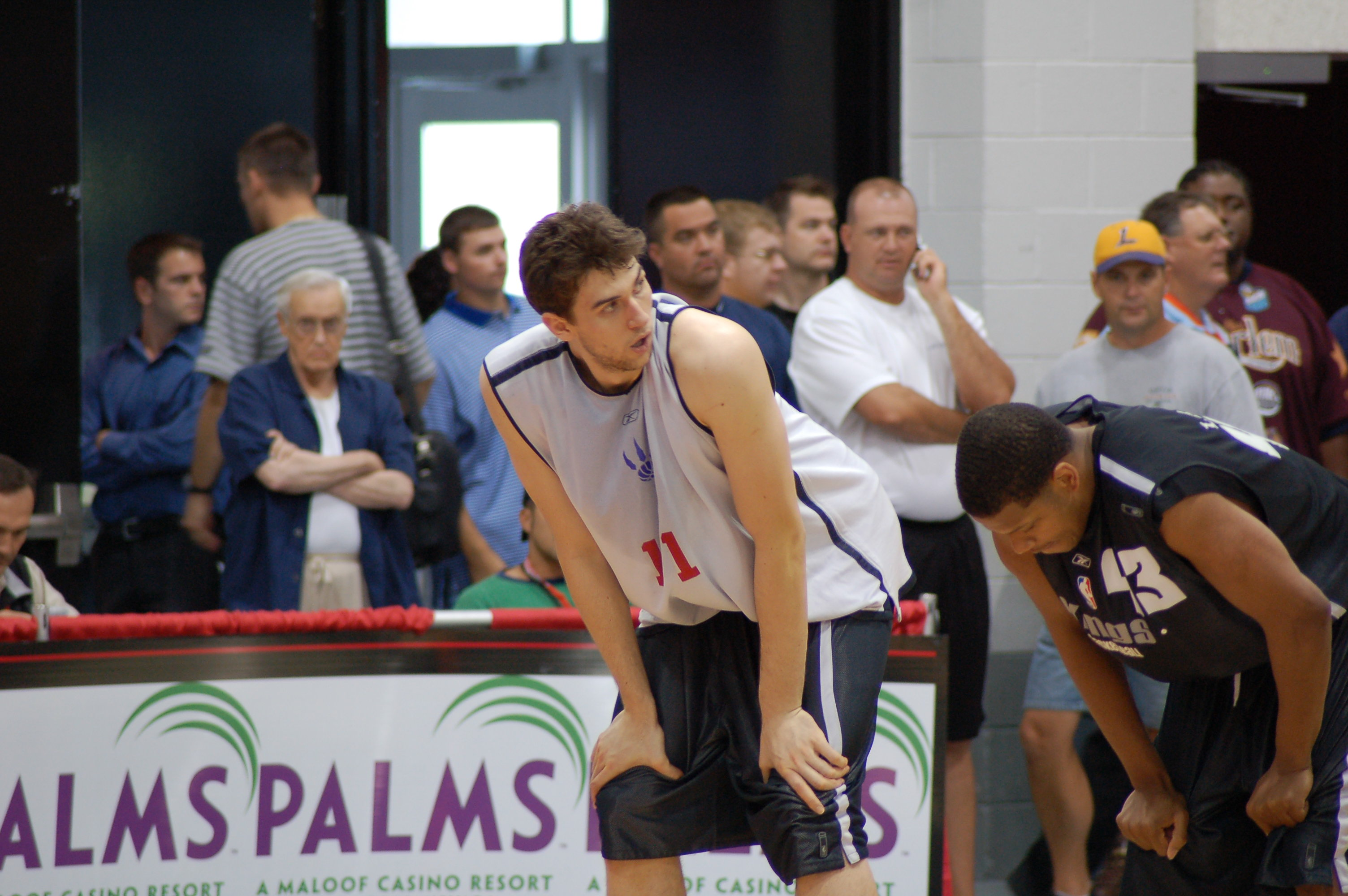
Bargnani nel Training Camp

Il 28 giugno 2006 al Draft NBA viene chiamato dai Toronto Raptors come prima scelta assoluta. Diventò così il primo giocatore italiano a essere chiamato al primo giro, il primo europeo nella storia selezionato come numero uno assoluto, il secondo (dopo Yao Ming) non formatosi cestisticamente negli Stati Uniti e il sesto non americano.
Il 25 luglio 2006 viene premiato dal sindaco di Roma Walter Veltroni con la "Lupa in bronzo" e nominato ambasciatore di Roma nel mondo.
Nei Raptors sceglie la maglia numero 7 anziché la numero 11 come negli anni trascorsi a Treviso. Come egli stesso ha dichiarato, ha deciso di lasciare il numero 11 a T.J. Ford, mentre il 7 era sia il numero con cui esordì nel basket, sia quello portato dallo zio Massimo Balducci.
Esordisce in NBA il 1º novembre 2006, alla Continental Airlines Arena di East Rutherford contro i New Jersey Nets, entrando a metà del primo quarto in sostituzione di Chris Bosh. La partita termina con la vittoria dei Nets per 102-92; in 8 minuti di gioco Bargnani segna 2 punti (1/2 da 2 punti, 0/1 da 3), 2 rimbalzi, 2 stoppate, 1 palla persa, 3 falli.
L'inizio di stagione dei Raptors è negativo (2 vittorie e 8 sconfitte nelle prime dieci gare) e anche Bargnani ne fa le spese, mostrando evidenti problemi di adattamento. Tuttavia il suo rendimento migliora progressivamente: a Orlando, contro i Magic tocca quota 23 punti, battendo così il record di Vincenzo Esposito (18, contro i New York Knicks realizzato sempre con i Toronto Raptors) per il maggior numero di punti realizzati in una partita NBA da un italiano. Inoltre, il 17 dicembre mette a segno la sua prima doppia-doppia contro i Golden State Warriors con 18 punti, 10 rimbalzi e 6 stoppate.
Nel gennaio 2007 viene eletto matricola del mese della Eastern Conference; nello stesso mese viene anche selezionato per la partita tra i rookie (giocatori al primo anno nella NBA) e i sophomore (giocatori al secondo anno) nell'ambito dell'All Star Game 2007 a Las Vegas, in cui realizza 12 punti nella sconfitta 114-155. Nel mese di febbraio 2007 si aggiudica per la seconda volta consecutiva il premio di migliore matricola della Eastern Conference, andando così a eguagliare tra i Raptors prestazioni di rookie come Charlie Villanueva e Vince Carter.
Il 21 marzo viene operato per un'appendicite, e l'intervento lo tiene fuori dal parquet per circa un mese. Conclude la regular season con una media di 25,1 minuti giocati, 11,6 punti e 3,9 rimbalzi a partita, raggiungendo anche il secondo posto nella classifica di miglior matricola dell'anno, dopo Brandon Roy. Durante i play-off, Bargnani totalizza una media di 30,2 minuti giocati, 11 punti, 4 rimbalzi e 1 assist a partita, insufficienti però a consentire il passaggio del turno ai Raptors, che vengono battuti nella serie dai New Jersey Nets per 4-2.
Viene inoltre nominato nel miglior quintetto Rookie dell'anno assieme al compagno di squadra Jorge Garbajosa.

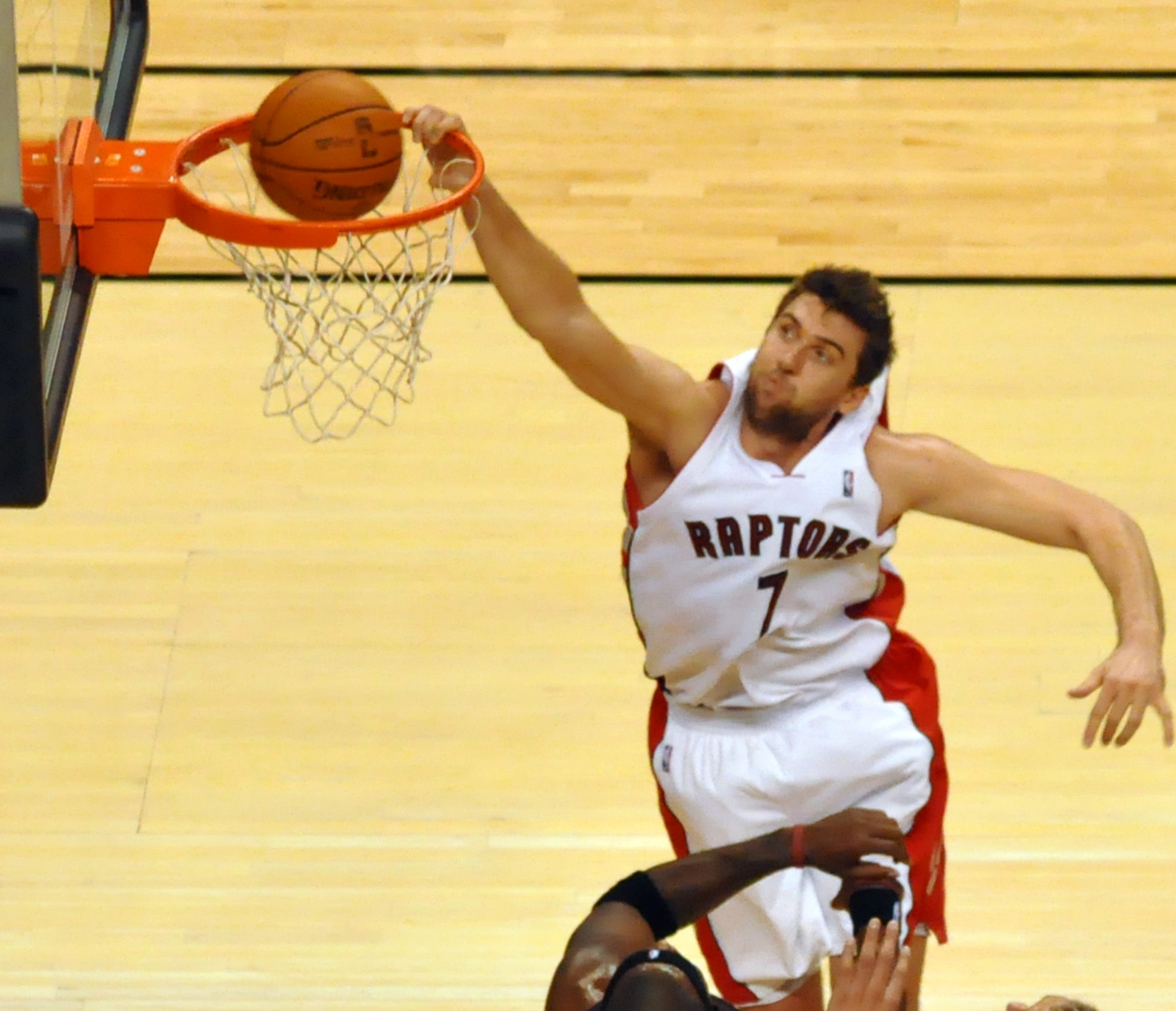
Bargnani schiaccia contro i Miami Heat

Nella stagione 2007-2008 gioca spesso nel quintetto titolare della squadra, prevalentemente in posizione di centro. L'inizio della sua stagione da sophomore (ovvero il suo secondo anno di NBA) è stato condizionato prima dalle scelte di coach Sam Mitchell, con il quale ha avuto sempre un rapporto difficile, e dopo da un infortunio al ginocchio che lo ha tenuto fuori per alcune partite impedendogli di trovare la forma ideale. Come l'anno precedente, viene convocato per la sfida tra i sophomore e i rookie dell'All-Star Game di New Orleans nella quale segna 8 punti in 17 minuti di gioco.

#### 2008-2010
All'inizio della stagione 2008-09 Bargnani viene nuovamente escluso dal quintetto di partenza dei Raptors, a causa dell'ingaggio di Jermaine O'Neal, centro di grande esperienza. Successivamente tuttavia, dopo le prime otto gare, durante le quali il minutaggio di Bargnani cala sensibilmente, anche per colpa delle prestazioni altalenanti, Bargnani torna nel quintetto iniziale di Toronto, questa volta però nel ruolo di ala piccola, giocando accanto a Bosh e O'Neal. In seguito a un infortunio di O'Neal diventa il centro titolare, ruolo che mantiene dopo la cessione di quest'ultimo e l'arrivo di Shawn Marion.
Il 16 marzo 2009 contro i Charlotte Bobcats supera per la prima volta i 1.000 punti in una stagione. Il 12 aprile 2009 contro i Philadelphia 76ers eguaglia il suo record di 6 stoppate in una partita, aggiungendo 17 punti e 4 assist.
Proprio in questa stagione è stato testimonial per la copertina della versione italiana dei videogiochi NBA Live 08, venendo confermato anche per NBA Live 09.
L'11 gennaio 2010 a Indianapolis contro gli Indiana Pacers fa registrare il suo career high nei rimbalzi con 17 (13 difensivi e 4 offensivi).

#### 2010-2013

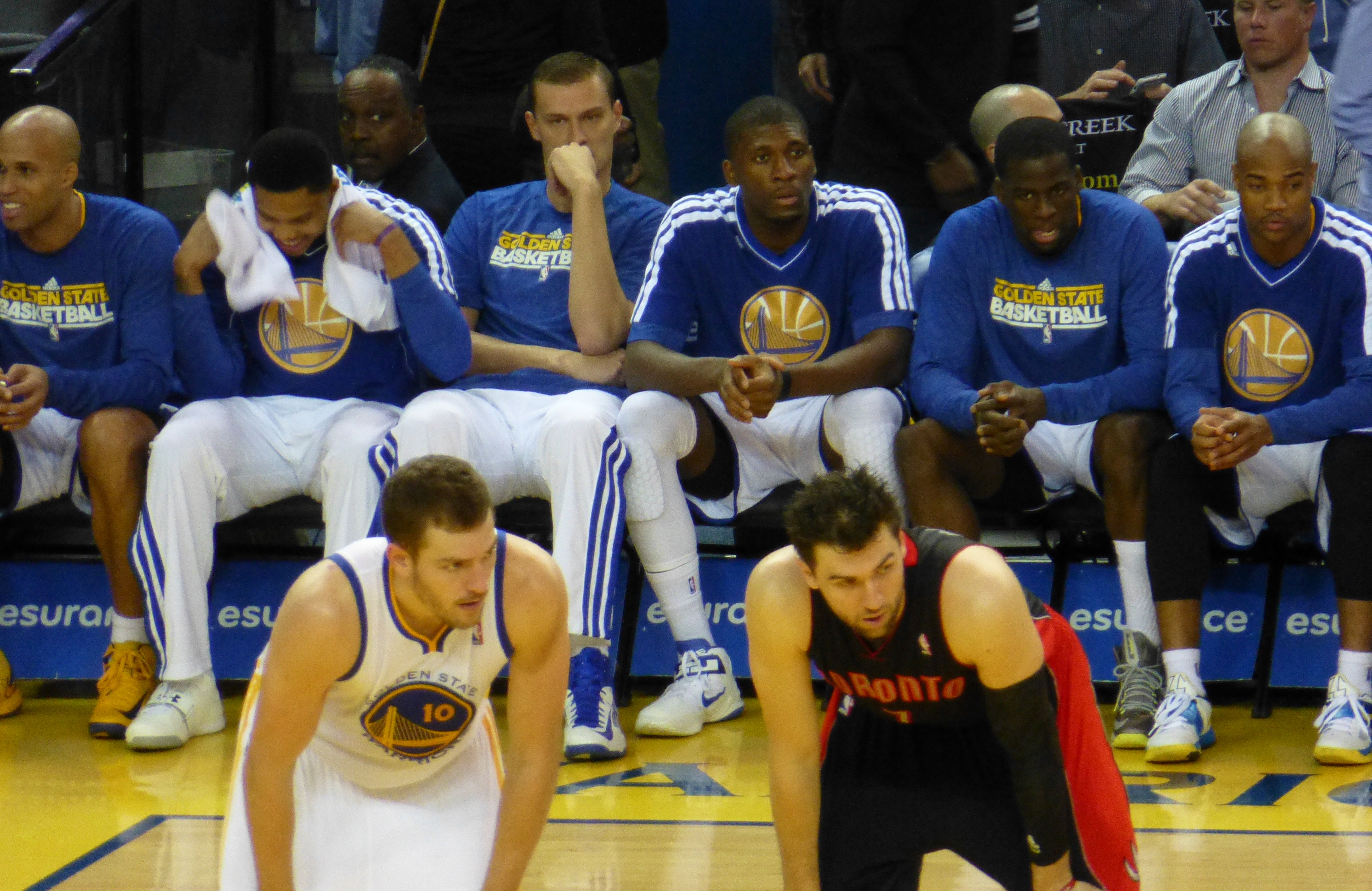
Bargnani con David Lee

Con la partenza di Chris Bosh, Bargnani diventa il capitano e leader offensivo della squadra e inizia la stagione con un rendimento abbastanza costante e una media superiore ai venti punti. Il 9 dicembre 2010 mette a segno al Madison Square Garden il suo career high, con 41 punti, con 7 rimbalzi e 6 assist (14/21 da due, 2/3 da tre, 7/9 ai liberi). Il 10 maggio 2011 riceve il premio "Tor Vergata Etica nello Sport" dall'Università di Tor Vergata.
A causa del lockout la stagione regolare parte solo il 25 dicembre e prevede 66 partite (invece delle 82 tradizionali). Bargnani parte con buone medie realizzative, 21,3 punti nelle tre partite giocate a dicembre. Tuttavia, l'annata sarà caratterizzata da vari infortuni che lo costringeranno a chiudere la stagione in anticipo nella partita del 25 gennaio contro Phoenix Suns, nella quale Bargnani realizzò 36 punti.
La stagione 2012-13 comincia con buoni risultati personali per Bargnani che chiude il mese di novembre con 17.1 punti di media in 34.1 minuti, da sottolineare i 34 punti contro i Pistons (13/20 da due, 3-5 da tre e 9/10 ai liberi), la squadra però non è competitiva e si ritrova in fondo alla classifica già dopo le prime partite con appena 4 vittorie e 13 sconfitte. Il 10 dicembre nella partita contro Portland è costretto a lasciare il parquet dopo soli 8 minuti a causa di un infortunio che lo terrà lontano dai campi per circa due mesi. Sempre a causa di un infortunio la sua stagione finisce a marzo. L'annata risulterà sfortunata sia per lui (che perderà il posto in favore del promettente rookie Jonas Valanciunas), che chiude con sole 35 partite e 12.7 punti di media, sia per i Raptors, che arriveranno molto lontani dai Playoff. Nel mentre lui ha avuto anche problemi con l'ambiente di Toronto venendo fischiato in più occasioni dal pubblico canadese.

#### New York Knicks (2013-2015)

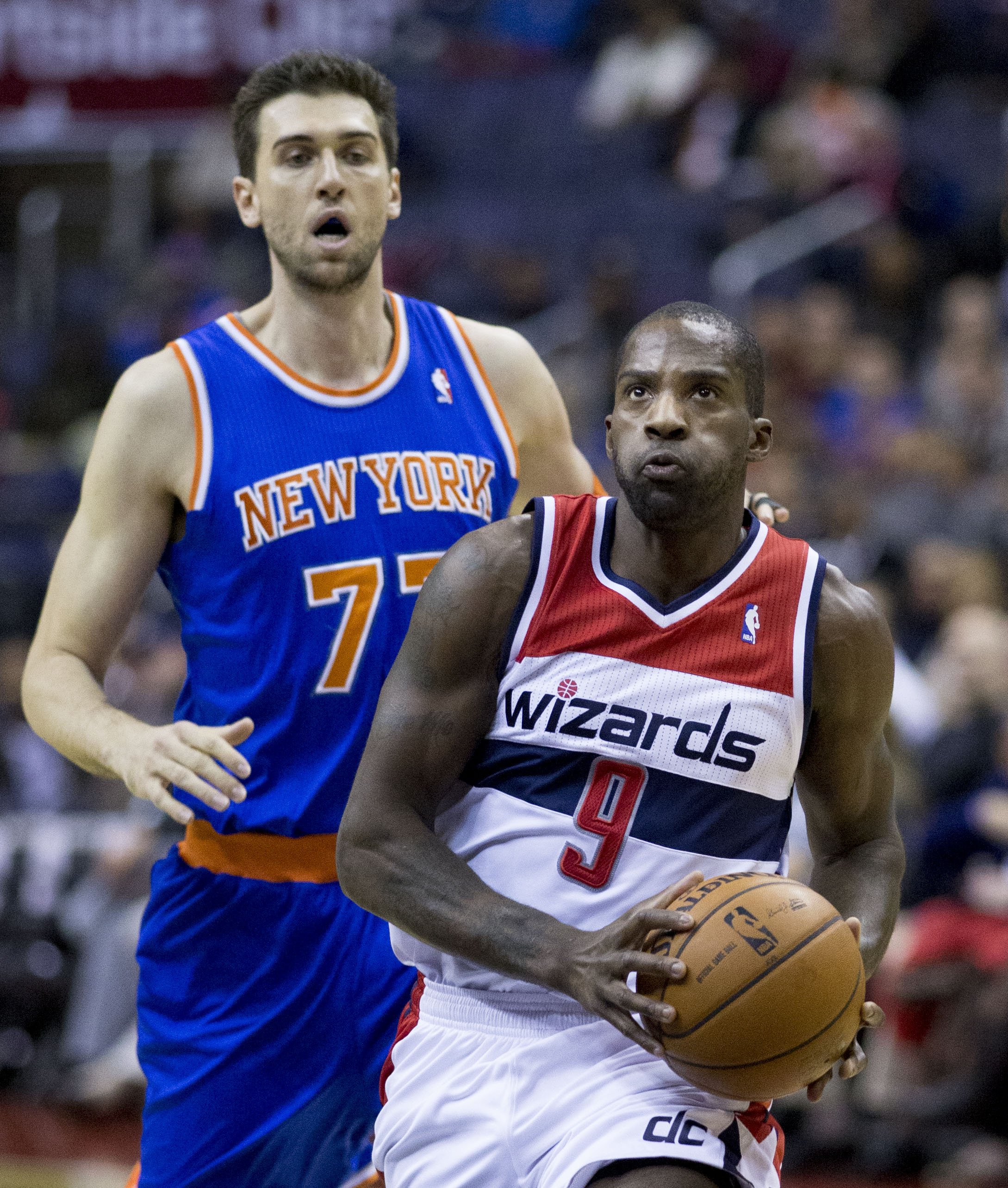
Andrea Bargnani e Martell Webster in una sfida tra Knicks e Wizards

Il 10 luglio 2013 passa ai New York Knicks nello scambio che vede trasferire ai Toronto Raptors tre giocatori (Marcus Camby, Quentin Richardson e Steve Novak), una prima scelta e due seconde scelte ai Draft in favore di Toronto. Sceglie la canotta numero 77.
Il 30 ottobre debutta al Madison Square Garden nella prima sfida contro i Milwaukee Bucks partendo dalla panchina e chiudendo con 6 punti, 2 rimbalzi e un assist in 17 minuti. Ben presto entra in maniera regolare nel quintetto base dei Knicks e il 13 novembre firma una doppia doppia contro Atlanta (20 punti e 11 rimbalzi). Il 22 gennaio dopo un infortunio rimediato contro Philadelphia chiude anticipatamente la stagione con Knicks, che sfiorano i Playoff. L'infortunio lo costringe a saltare l'inizio della sua seconda stagione a New York; il lungo calvario per Bargnani finisce solamente a marzo ma la regular season dei Knicks è negativa.

#### Brooklyn Nets (2015-2016)
Il 12 luglio 2015 firma un contratto biennale al minimo salariale con i Brooklyn Nets, rifiutando un'offerta superiore dei Sacramento Kings, e vestendo la casacca numero 9. Esordisce dalla panchina il 28 ottobre nella prima partita della Regular season giocata contro i Chicago Bulls, mettendo a referto 17 punti in 22 minuti. Il 20 febbraio 2016 rescinde il suo contratto con i Nets, diventando così free agent, e criticando in seguito pubblicamente la società, accusandola di non avergli dato i minuti promessi.

### Il ritorno in Europa (2016-2017)

#### Saski Baskonia (2016-2017)
Il 26 luglio 2016 viene ingaggiato dal Saski Baskonia con un contratto biennale, scegliendo il dorsale numero 1. Il 26 aprile 2017, subito dopo l'eliminazione dall'Eurolega e a seguito dell'ennesimo problema fisico, Bargnani rescinde consensualmente il contratto con la società basca.

#### Ritiro
Dopo alcuni mesi di silenzio, a gennaio 2018 con un post sul proprio profilo Facebook rende noto che, nonostante si trovi in buone condizioni fisiche, non sta cercando nuovi ingaggi per motivi personali.

### Nazionale

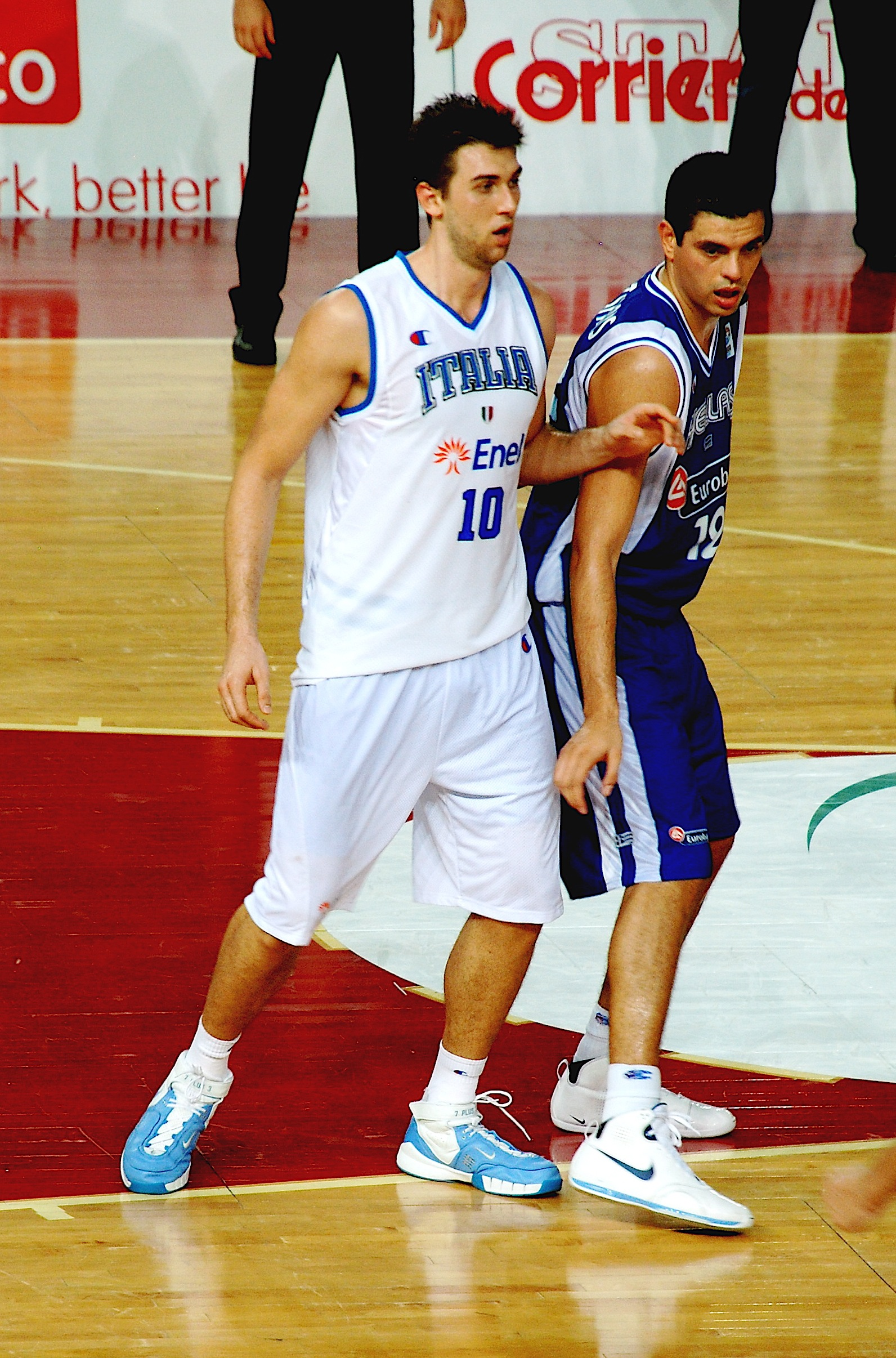
Andrea Bargnani con la maglia della nazionale italiana in una partita contro la

Debutta in nazionale il 29 luglio 2007 in amichevole contro la Turchia. Lo stesso anno viene convocato all'Europeo di settembre in Spagna, campionato in cui non gioca particolarmente bene, seppur totalizzando una media di 12,7 punti e 5 rimbalzi a partita; il suo contributo non basta a portare l'Italia ai quarti di finale.
In nazionale indossa la maglia numero 10, poiché il 7 spetta per anzianità a Matteo Soragna, suo ex compagno di squadra a Treviso e suo grande amico.
Nel 2008 rinuncia alla chiamata in nazionale in seguito a pressioni dei Toronto Raptors. Il suo team ritiene infatti che per Bargnani sia più importante lavorare per migliorare individualmente che partecipare alle attività della nazionale italiana.
Nell'agosto del 2009 partecipa invece con l'Italia all'Additional Round che mette in palio l'ultimo posto disponibile per i Campionati Europei; l'esperienza non è però felice sia per gli azzurri, che chiudono all'ultimo posto nel girone a tre con Francia e Finlandia con una sola vittoria all'attivo, sia per Bargnani, che rende al di sotto delle aspettative dei tifosi e delle sue potenzialità.
Durante l'estate 2010 gioca con l'Italia le qualificazioni per l'Europeo di basket 2011. Il 20 agosto 2010 a Bari contro la Lettonia stabilisce un nuovo career high in azzurro: 30 punti e 13 rimbalzi, oltre a 4 stoppate. Pochi giorni dopo, il 26 agosto nella vittoria per 72-71 contro il Montenegro, Bargnani ha ulteriormente migliorato il suo primato di punti in nazionale segnandone 34. Chiude la fase a gironi con una media di 24,1 punti, 6,6 rimbalzi e 2 stoppate a partita.
Nell'agosto 2011 viene convocato per la fase finale degli Europei. Il 2 settembre 2011 nella terza partita del girone Italia-Lettonia, conclusasi 71-62, Bargnani realizza 36 punti, stabilendo il suo record personale con la maglia azzurra.
Nel giugno 2016 viene convocato per il torneo di Qualificazione Olimpica FIBA 2016 di Torino ma il 9 luglio viene battuto in finale dalla Croazia.

## Statistiche

### Club

#### Stagione regolare
| Stagione        | Squadra          | Competizione    | Partite | Partite | Partite | Statistiche tiro | Statistiche tiro | Statistiche tiro | Altre statistiche | Altre statistiche | Altre statistiche | Altre statistiche | Altre statistiche |
| Stagione        | Squadra          | Competizione    | Pres.   | Titol.  | Minuti  | Tiri da 2        | Tiri da 3        | Liberi           | Rimb.             | Assist            | Rubate            | Stopp.            | Punti             |
| --------------- | ---------------- | --------------- | ------- | ------- | ------- | ---------------- | ---------------- | ---------------- | ----------------- | ----------------- | ----------------- | ----------------- | ----------------- |
| 2003-2004       | Benetton Treviso | Serie A         | 8       | 0       | 71      | 10/16            | 4/7              | 3/8              | 12                | 3                 | 3                 | 2                 | 35                |
| 2004-2005       | Benetton Treviso | Serie A         | 20      | 0       | 263     | 30/57            | 10/29            | 26/42            | 55                | 11                | 20                | 10                | 116               |
| 2005-2006       | Benetton Treviso | Serie A         | 34      | 12      | 766     | 99/174           | 45/118           | 72/93            | 186               | 14                | 48                | 44                | 405               |
| 2016-2017       | Saski Baskonia   | Liga ACB        | 14      | 5       | 293     | 42/93            | 18/38            | 23/25            | 35                | 10                | 4                 | 6                 | 161               |
| Totale carriera | Totale carriera  | Totale carriera | 626     | 394     | 17 199  | 2 486/5 245      | 704/1 962        | 1 506/1 845      | 2 829             | 691               | 282               | 532               | 8 854             |

#### Play-off
| Stagione        | Squadra          | Competizione    | Partite | Partite | Partite | Statistiche tiro | Statistiche tiro | Statistiche tiro | Altre statistiche | Altre statistiche | Altre statistiche | Altre statistiche | Altre statistiche |
| Stagione        | Squadra          | Competizione    | Pres.   | Titol.  | Minuti  | Tiri da 2        | Tiri da 3        | Liberi           | Rimb.             | Assist            | Rubate            | Stopp.            | Punti             |
| --------------- | ---------------- | --------------- | ------- | ------- | ------- | ---------------- | ---------------- | ---------------- | ----------------- | ----------------- | ----------------- | ----------------- | ----------------- |
| 2004            | Benetton Treviso | Serie A         | 2       | 0       | 15      | 1/3              | 1/2              | 2/4              | 4                 | 1                 | 1                 | 0                 | 7                 |
| 2005            | Benetton Treviso | Serie A         | 8       | 0       | 151     | 20/28            | 3/16             | 10/11            | 32                | 5                 | 15                | 5                 | 75                |
| 2006            | Benetton Treviso | Serie A         | 13      | 11      | 381     | 27/58            | 22/50            | 37/45            | 75                | 12                | 19                | 19                | 157               |
| Totale carriera | Totale carriera  | Totale carriera | 34      | 19      | 832     | 72/142           | 37/101           | 66/81            | 142               | 26                | 44                | 30                | 337               |

### NBA

#### Regular season
| Anno      | Squadra         | PG  | PT  | MP   | TC%  | 3P%  | TL%  | RP  | AP  | PRP | SP  | PP   |
| --------- | --------------- | --- | --- | ---- | ---- | ---- | ---- | --- | --- | --- | --- | ---- |
| 2006-2007 | Toronto Raptors | 65  | 2   | 25,1 | 42,7 | 37,3 | 82,4 | 3,9 | 0,8 | 0,5 | 0,8 | 11,6 |
| 2007-2008 | Toronto Raptors | 78  | 53  | 23,9 | 38,6 | 34,5 | 84,0 | 3,7 | 1,1 | 0,3 | 0,5 | 10,2 |
| 2008-2009 | Toronto Raptors | 78  | 59  | 31,4 | 45,0 | 40,9 | 83,1 | 5,3 | 1,2 | 0,4 | 1,2 | 15,4 |
| 2009-2010 | Toronto Raptors | 80  | 80  | 35,0 | 47,0 | 37,2 | 77,4 | 6,3 | 1,2 | 0,3 | 1,4 | 17,2 |
| 2010-2011 | Toronto Raptors | 66  | 66  | 35,7 | 44,8 | 34,5 | 82,0 | 5,2 | 1,8 | 0,5 | 1,7 | 21,4 |
| 2011-2012 | Toronto Raptors | 31  | 31  | 33,3 | 43,2 | 29,6 | 87,3 | 5,5 | 2,0 | 0,6 | 0,5 | 19,5 |
| 2012-2013 | Toronto Raptors | 35  | 25  | 28,7 | 40,0 | 31,1 | 84,4 | 3,7 | 1,1 | 0,6 | 0,7 | 12,7 |
| 2013-2014 | N.Y. Knicks     | 42  | 39  | 29,9 | 44,2 | 27,8 | 82,5 | 5,3 | 1,1 | 0,3 | 1,2 | 13,3 |
| 2014-2015 | N.Y. Knicks     | 29  | 22  | 27,1 | 45,4 | 36,6 | 81,3 | 4,4 | 1,6 | 0,1 | 0,9 | 14,8 |
| 2015-2016 | Brooklyn Nets   | 46  | 0   | 13,8 | 45,5 | 18,8 | 82,5 | 2,1 | 0,4 | 0,1 | 0,2 | 6,6  |
| Carriera  | Carriera        | 550 | 377 | 28,7 | 43,9 | 35,4 | 82,4 | 4,6 | 1,2 | 0,4 | 0,9 | 14,3 |

#### Play-off
| Anno     | Squadra         | PG | PT | MP   | TC%  | 3P%  | TL%  | RP  | AP  | PRP | SP  | PP   |
| -------- | --------------- | -- | -- | ---- | ---- | ---- | ---- | --- | --- | --- | --- | ---- |
| 2007     | Toronto Raptors | 6  | 3  | 30,2 | 47,8 | 41,2 | 78,9 | 4,0 | 1,0 | 0,8 | 0,5 | 11,0 |
| 2008     | Toronto Raptors | 5  | 5  | 20,8 | 33,3 | 25,0 | 100  | 1,4 | 0,4 | 0,8 | 0,6 | 6,4  |
| Carriera | Carriera        | 11 | 8  | 25,9 | 41,2 | 33,3 | 81,0 | 2,8 | 0,7 | 0,8 | 0,5 | 8,9  |

#### Massimi in carriera
- Massimo di punti: 41 vs New York Knicks (8 dicembre 2010)[43]
- Massimo di rimbalzi: 17 vs Indiana Pacers (11 gennaio 2010)
- Massimo assist: 7 vs Boston Celtics (23 gennaio 2008)
- Massimo di palle rubate: 4 (2 volte)
- Massimo di stoppate: 6 (3 volte)
- Massimo di minuti giocati: 52 vs New Jersey Nets (5 marzo 2011)

### Eurolega
| Anno      | Squadra        | PG | PT | MP   | TC%  | 3P%  | TL%  | RP  | AP  | PRP | SP  | PP   |
| --------- | -------------- | -- | -- | ---- | ---- | ---- | ---- | --- | --- | --- | --- | ---- |
| 2003-2004 | Pall. Treviso  | 8  | 0  | 8,0  | 54,6 | 20,0 | 75,0 | 1,5 | 0,0 | 0,2 | 0,1 | 2,4  |
| 2004-2005 | Pall. Treviso  | 12 | 0  | 9,0  | 50,0 | 50,0 | 40,0 | 2,1 | 0,2 | 0,2 | 0,2 | 3,7  |
| 2005-2006 | Pall. Treviso  | 18 | 6  | 21,2 | 50,8 | 43,4 | 71,2 | 4,1 | 0,5 | 1,3 | 0,9 | 10,9 |
| 2016-2017 | Saski Baskonia | 15 | 5  | 16,0 | 45,8 | 30,4 | 75,0 | 1,8 | 0,4 | 0,1 | 0,5 | 8,8  |
| Carriera  | Carriera       | 53 | 11 | 15,0 | 48,9 | 39,8 | 71,3 | 2,6 | 0,3 | 0,5 | 0,5 | 7,4  |

### Cronologia presenze e punti in Nazionale
| Cronologia completa delle presenze e dei punti in Nazionale - Italia | Cronologia completa delle presenze e dei punti in Nazionale - Italia | Cronologia completa delle presenze e dei punti in Nazionale - Italia | Cronologia completa delle presenze e dei punti in Nazionale - Italia | Cronologia completa delle presenze e dei punti in Nazionale - Italia | Cronologia completa delle presenze e dei punti in Nazionale - Italia | Cronologia completa delle presenze e dei punti in Nazionale - Italia | Cronologia completa delle presenze e dei punti in Nazionale - Italia |
| Data                                                                 | Città                                                                | In casa                                                              | Risultato                                                            | Ospiti                                                               | Competizione                                                         | Punti                                                                | Note                                                                 |
| -------------------------------------------------------------------- | -------------------------------------------------------------------- | -------------------------------------------------------------------- | -------------------------------------------------------------------- | -------------------------------------------------------------------- | -------------------------------------------------------------------- | -------------------------------------------------------------------- | -------------------------------------------------------------------- |
| 29/07/2007                                                           | Bormio                                                               | Italia                                                               | 77 - 59                                                              | Turchia                                                              | Amichevole                                                           | 7                                                                    | [ 44 ]                                                               |
| 31/07/2007                                                           | Bormio                                                               | Italia                                                               | 86 - 65                                                              | Austria                                                              | Torneo amichevole                                                    | 21                                                                   | [ 45 ]                                                               |
| 01/08/2007                                                           | Bormio                                                               | Italia                                                               | 81 - 70                                                              | Croazia                                                              | Torneo amichevole                                                    | 16                                                                   | [ 46 ]                                                               |
| 04/08/2007                                                           | Bormio                                                               | Italia                                                               | 72 - 66                                                              | Croazia                                                              | Torneo amichevole                                                    | 12                                                                   | [ 47 ]                                                               |
| 12/08/2007                                                           | Cagliari                                                             | Italia                                                               | 88 - 57                                                              | Rep. Ceca                                                            | Torneo amichevole                                                    | 19                                                                   | [ 48 ]                                                               |
| 20/08/2007                                                           | Atene                                                                | Italia                                                               | 81 - 84                                                              | Slovenia                                                             | Torneo Acropolis 2007                                                | 2                                                                    | [ 49 ]                                                               |
| 25/08/2007                                                           | Bamberg                                                              | Italia                                                               | 79 - 60                                                              | Portogallo                                                           | Torneo amichevole                                                    | 4                                                                    | [ 50 ]                                                               |
| 26/08/2007                                                           | Bamberg                                                              | Germania                                                             | 60 - 69                                                              | Italia                                                               | Torneo amichevole                                                    | 24                                                                   | [ 51 ]                                                               |
| 30/08/2007                                                           | Roma                                                                 | Italia                                                               | 52 - 73                                                              | Grecia                                                               | Amichevole                                                           | 3                                                                    | [ 52 ]                                                               |
| 03/09/2007                                                           | Alicante                                                             | Italia                                                               | 68 - 69                                                              | Slovenia                                                             | EuroBasket 2007 - 1ª fase a gironi                                   | 4                                                                    | [ 53 ]                                                               |
| 04/09/2007                                                           | Alicante                                                             | Italia                                                               | 62 - 69                                                              | Francia                                                              | EuroBasket 2007 - 1ª fase a gironi                                   | 16                                                                   | [ 54 ]                                                               |
| 05/09/2007                                                           | Alicante                                                             | Italia                                                               | 79 - 70                                                              | Polonia                                                              | EuroBasket 2007 - 1ª fase a gironi                                   | 19                                                                   | [ 55 ]                                                               |
| 08/08/2007                                                           | Madrid                                                               | Italia                                                               | 74 - 79                                                              | Lituania                                                             | EuroBasket 2007 - 2ª fase a gironi                                   | 15                                                                   | [ 56 ]                                                               |
| 10/09/2007                                                           | Madrid                                                               | Italia                                                               | 84 - 75                                                              | Turchia                                                              | EuroBasket 2007 - 2ª fase a gironi                                   | 12                                                                   | [ 57 ]                                                               |
| 12/09/2007                                                           | Madrid                                                               | Italia                                                               | 58 - 67                                                              | Germania                                                             | EuroBasket 2007 - 2ª fase a gironi                                   | 10                                                                   | [ 58 ]                                                               |
| 16/07/2009                                                           | Bormio                                                               | Italia                                                               | 85 - 49                                                              | Svezia                                                               | Torneo amichevole                                                    | 19                                                                   | [ 59 ]                                                               |
| 17/07/2009                                                           | Bormio                                                               | Italia                                                               | 67 - 63                                                              | Senegal                                                              | Torneo amichevole                                                    | 18                                                                   | [ 60 ]                                                               |
| 18/07/2009                                                           | Bormio                                                               | Italia                                                               | 89 - 97                                                              | Rep. Ceca                                                            | Torneo amichevole                                                    | 11                                                                   | [ 61 ]                                                               |
| 25/07/2009                                                           | Trento                                                               | Italia                                                               | 91 - 69                                                              | Canada                                                               | Torneo amichevole                                                    | 28                                                                   | [ 62 ]                                                               |
| 27/07/2009                                                           | Trento                                                               | Italia                                                               | 83 - 72                                                              | Portogallo                                                           | Torneo amichevole                                                    | 11                                                                   | [ 63 ]                                                               |
| 01/08/2009                                                           | Conegliano                                                           | Italia                                                               | 81 - 75                                                              | Canada                                                               | Amichevole                                                           | 7                                                                    | [ 64 ]                                                               |
| 05/08/2009                                                           | Cagliari                                                             | Italia                                                               | 77 - 80 dts                                                          | Francia                                                              | Qual. Euro 2009                                                      | 10                                                                   | [ 65 ]                                                               |
| 11/08/2009                                                           | Vantaa                                                               | Finlandia                                                            | 75 - 77                                                              | Italia                                                               | Qual. Euro 2009                                                      | 21                                                                   | [ 66 ]                                                               |
| 14/08/2009                                                           | Pau (Francia)\|Pau                                                   | Francia                                                              | 81 - 61                                                              | Italia                                                               | Qual. Euro 2009                                                      | 5                                                                    | [ 67 ]                                                               |
| 20/08/2009                                                           | Porto San Giorgio                                                    | Italia                                                               | 89 - 95                                                              | Finlandia                                                            | Qual. Euro 2009                                                      | 7                                                                    | [ 68 ]                                                               |
| 16/07/2010                                                           | Firenze                                                              | Italia                                                               | 83 - 60                                                              | Macedonia                                                            | Torneo amichevole                                                    | 13                                                                   | [ 69 ]                                                               |
| 17/07/2010                                                           | Firenze                                                              | Italia                                                               | 88 - 76                                                              | Polonia                                                              | Torneo amichevole                                                    | 25                                                                   | [ 70 ]                                                               |
| 18/07/2010                                                           | Firenze                                                              | Italia                                                               | 83 - 84                                                              | Bulgaria                                                             | Torneo amichevole                                                    | 5                                                                    | [ 71 ]                                                               |
| 24/07/2010                                                           | Parenzo                                                              | Croazia                                                              | 89 - 72                                                              | Italia                                                               | Torneo amichevole                                                    | 28                                                                   | [ 72 ]                                                               |
| 25/07/2010                                                           | Pola                                                                 | Croazia                                                              | 80 - 71                                                              | Italia                                                               | Torneo amichevole                                                    | 21                                                                   | [ 73 ]                                                               |
| 02/08/2010                                                           | Bari                                                                 | Italia                                                               | 71 - 79                                                              | Israele                                                              | Qual. Euro 2011                                                      | 20                                                                   | [ 74 ]                                                               |
| 05/08/2010                                                           | Riga                                                                 | Lettonia                                                             | 69 - 68                                                              | Italia                                                               | Qual. Euro 2011                                                      | 18                                                                   | [ 75 ]                                                               |
| 08/08/2010                                                           | Bari                                                                 | Italia                                                               | 82 - 73                                                              | Finlandia                                                            | Qual. Euro 2011                                                      | 24                                                                   | [ 76 ]                                                               |
| 11/08/2010                                                           | Bijelo Polje                                                         | Montenegro                                                           | 71 - 62                                                              | Italia                                                               | Qual. Euro 2011                                                      | 17                                                                   | [ 77 ]                                                               |
| 17/08/2010                                                           | Tel Aviv                                                             | Israele                                                              | 76 - 81                                                              | Italia                                                               | Qual. Euro 2011                                                      | 26                                                                   | [ 78 ]                                                               |
| 20/08/2010                                                           | Bari                                                                 | Italia                                                               | 109 - 93                                                             | Lettonia                                                             | Qual. Euro 2011                                                      | 30                                                                   | [ 79 ]                                                               |
| 23/08/2010                                                           | Vantaa                                                               | Finlandia                                                            | 83 - 85                                                              | Italia                                                               | Qual. Euro 2011                                                      | 24                                                                   | [ 80 ]                                                               |
| 26/08/2010                                                           | Bari                                                                 | Italia                                                               | 72 - 71                                                              | Montenegro                                                           | Qual. Euro 2011                                                      | 34                                                                   | [ 81 ]                                                               |
| 05/08/2011                                                           | Nicosia                                                              | Italia                                                               | 70 - 76                                                              | Grecia                                                               | Torneo amichevole                                                    | 14                                                                   | [ 82 ]                                                               |
| 06/08/2011                                                           | Nicosia                                                              | Italia                                                               | 71 - 67                                                              | Russia                                                               | Torneo amichevole                                                    | 23                                                                   | [ 83 ]                                                               |
| 07/08/2011                                                           | Nicosia                                                              | Italia                                                               | 88 - 72                                                              | Polonia                                                              | Torneo amichevole                                                    | 12                                                                   | [ 84 ]                                                               |
| 12/08/2011                                                           | Rimini                                                               | Italia                                                               | 57 - 58                                                              | Bosnia ed Erzegovina                                                 | Torneo amichevole                                                    | 16                                                                   | [ 85 ]                                                               |
| 13/08/2011                                                           | Rimini                                                               | Italia                                                               | 67 - 61                                                              | Polonia                                                              | Torneo amichevole                                                    | 20                                                                   | [ 86 ]                                                               |
| 14/08/2011                                                           | Rimini                                                               | Italia                                                               | 82 - 73                                                              | Grecia                                                               | Torneo amichevole                                                    | 28                                                                   | [ 87 ]                                                               |
| 23/08/2011                                                           | Atene                                                                | Italia                                                               | 74 - 71                                                              | Bulgaria                                                             | Torneo Acropolis 2011                                                | 19                                                                   | [ 88 ]                                                               |
| 24/08/2011                                                           | Atene                                                                | Brigham Young University                                             | 63 - 102                                                             | Italia                                                               | Torneo Acropolis 2011                                                | 17                                                                   | [ 89 ]                                                               |
| 25/08/2011                                                           | Atene                                                                | Grecia                                                               | 81 - 82                                                              | Italia                                                               | Torneo Acropolis 2011                                                | 16                                                                   | [ 90 ]                                                               |
| 31/08/2011                                                           | Siauliai                                                             | Serbia                                                               | 80 - 68                                                              | Italia                                                               | EuroBasket 2011 - Fase a gironi                                      | 22                                                                   | [ 91 ]                                                               |
| 01/09/2011                                                           | Siauliai                                                             | Germania                                                             | 76 - 62                                                              | Italia                                                               | EuroBasket 2011 - Fase a gironi                                      | 8                                                                    | [ 92 ]                                                               |
| 02/09/2011                                                           | Siauliai                                                             | Lettonia                                                             | 62 - 71                                                              | Italia                                                               | EuroBasket 2011 - Fase a gironi                                      | 36                                                                   | [ 93 ]                                                               |
| 04/11/2011                                                           | Siauliai                                                             | Francia                                                              | 91 - 84                                                              | Italia                                                               | EuroBasket 2011 - Fase a gironi                                      | 22                                                                   | [ 94 ]                                                               |
| 05/09/2011                                                           | Siauliai                                                             | Israele                                                              | 96 - 95 dts                                                          | Italia                                                               | EuroBasket 2011 - Fase a gironi                                      | 26                                                                   | [ 95 ]                                                               |
| 14/08/2015                                                           | Tbilisi                                                              | Italia                                                               | 82 - 63                                                              | Lettonia                                                             | Torneo amichevole                                                    | 15                                                                   | [ 96 ]                                                               |
| 15/08/2015                                                           | Tbilisi                                                              | Italia                                                               | 85 - 61                                                              | Estonia                                                              | Torneo amichevole                                                    | 15                                                                   | [ 97 ]                                                               |
| 16/08/2015                                                           | Tbilisi                                                              | Georgia                                                              | 67 - 87                                                              | Italia                                                               | Torneo amichevole                                                    | 11                                                                   | [ 98 ]                                                               |
| 21/08/2015                                                           | Capodistria                                                          | Italia                                                               | 86 - 72                                                              | Finlandia                                                            | Torneo amichevole                                                    | 11                                                                   | [ 99 ]                                                               |
| 22/08/2015                                                           | Capodistria                                                          | Italia                                                               | 75 - 77                                                              | Ucraina                                                              | Torneo amichevole                                                    | 22                                                                   | [ 100 ]                                                              |
| 23/08/2015                                                           | Capodistria                                                          | Slovenia                                                             | 76 - 67                                                              | Italia                                                               | Torneo amichevole                                                    | 6                                                                    | [ 100 ]                                                              |
| 28/08/2015                                                           | Trieste                                                              | Italia                                                               | 91 - 90                                                              | Georgia                                                              | Torneo amichevole                                                    | 4                                                                    | [ 101 ]                                                              |
| 05/09/2015                                                           | Berlino                                                              | Italia                                                               | 87 - 89                                                              | Turchia                                                              | EuroBasket 2015 - Fase a gironi                                      | 12                                                                   | [ 102 ]                                                              |
| 06/09/2015                                                           | Berlino                                                              | Italia                                                               | 71 - 64                                                              | Islanda                                                              | EuroBasket 2015 - Fase a gironi                                      | 5                                                                    | [ 103 ]                                                              |
| 08/09/2015                                                           | Berlino                                                              | Italia                                                               | 105 - 98                                                             | Spagna                                                               | EuroBasket 2015 - Fase a gironi                                      | 18                                                                   | [ 104 ]                                                              |
| 09/09/2015                                                           | Berlino                                                              | Germania                                                             | 82 - 89                                                              | Italia                                                               | EuroBasket 2015 - Fase a gironi                                      | 17                                                                   | [ 105 ]                                                              |
| 10/09/2015                                                           | Berlino                                                              | Italia                                                               | 82 - 101                                                             | Serbia                                                               | EuroBasket 2015 - Fase a gironi                                      | 17                                                                   | [ 106 ]                                                              |
| 13/09/2015                                                           | Lilla                                                                | Italia                                                               | 82 - 52                                                              | Israele                                                              | EuroBasket 2015 - Ottavi                                             | 7                                                                    | [ 107 ]                                                              |
| 16/09/2015                                                           | Lilla                                                                | Italia                                                               | 85 - 95 dts                                                          | Lituania                                                             | EuroBasket 2015 - Quarti                                             | 21                                                                   | [ 108 ]                                                              |
| 17/09/2015                                                           | Lilla                                                                | Italia                                                               | 85 - 70                                                              | Rep. Ceca                                                            | EuroBasket 2015 - Gara 5º posto                                      | 21                                                                   | [ 109 ]                                                              |
| 25/06/2016                                                           | Bologna                                                              | Italia                                                               | 106 - 70                                                             | Filippine                                                            | Torneo amichevole                                                    | 6                                                                    | [ 110 ]                                                              |
| 30/06/2016                                                           | Biella                                                               | Italia                                                               | 83 - 70                                                              | Porto Rico                                                           | Amichevole                                                           | 9                                                                    | [ 111 ]                                                              |
| 04/07/2016                                                           | Torino                                                               | Italia                                                               | 68 - 41                                                              | Tunisia                                                              | Qual. Olimpiadi 2016                                                 | 15                                                                   | [ 112 ]                                                              |
| 05/07/2016                                                           | Torino                                                               | Italia                                                               | 67 - 60                                                              | Croazia                                                              | Qual. Olimpiadi 2016                                                 | 8                                                                    | [ 113 ]                                                              |
| 08/07/2016                                                           | Torino                                                               | Italia                                                               | 79 - 54                                                              | Messico                                                              | Qual. Olimpiadi 2016                                                 | 8                                                                    | [ 114 ]                                                              |
| 09/07/2016                                                           | Torino                                                               | Italia                                                               | 78 - 84                                                              | Croazia                                                              | Qual. Olimpiadi 2016                                                 | 4                                                                    | [ 42 ]                                                               |
| Totale                                                               |                                                                      | Presenze                                                             | 73                                                                   |                                                                      | Punti                                                                | 1129                                                                 |                                                                      |

## Palmarès

### Club
- Campionato italiano: 1

Pall. Treviso: 2005-06
- Coppa Italia: 2

Pall. Treviso: 2004, 2005

### Individuale
- Miglior Under-22 della Serie A: 1

Pall. Treviso: 2006
- Euroleague Rising Star Trophy: 1

Pall. Treviso: 2005-06
- NBA All-Rookie Team: 1

Toronto Raptors: 2006-07

## Record personali

### Campionato italiano
- Maggior numero di punti in una partita: 25 (Benetton Treviso-Lottomatica Roma, 23 ottobre 2005)
- Maggior numero di rimbalzi in una partita: 11 (2 volte)
- Maggior numero di assist in una partita: 3 (3 volte)
- Maggior numero di stoppate in una partita: 6 (Benetton Treviso-Climamio Bologna, 16 giugno 2006)
- Maggior numero di palle recuperate in una partita: 6 (Benetton Treviso-Montepaschi Siena, 14 maggio 2006)
- Maggior numero di minuti giocati in una partita: 37 (2 volte)

### Eurolega
- Maggior numero di punti in una partita: 20 (Benetton Treviso-Panathinaikos, 1º marzo 2006)
- Maggior numero di rimbalzi in una partita: 9 (Panathinaikos-Benetton Treviso, 29 marzo 2006)
- Maggior numero di assist in una partita: 2 (Benetton Treviso-Fortitudo Bologna, 7 novembre 2005)
- Maggior numero di stoppate in una partita: 3 (Strasburgo-Benetton Treviso, 10 novembre 2005)
- Maggior numero di palle recuperate in una partita: 4 (Benetton Treviso-Cibona Zagabria, 22 marzo 2006)
- Maggior numero di minuti giocati in una partita: 35 (Efes Piles Istanbul-Benetton Treviso, 22 febbraio 2006)

### Nazionale
- Maggior numero di punti in una partita: 36 (Italia-Lettonia, 2 settembre 2011)
- Maggior numero di rimbalzi in una partita: 13 (Italia-Lettonia, 20 agosto 2010)
- Maggior numero di assist in una partita: 2 (2 volte)
- Maggior numero di stoppate in una partita: 4 (2 volte)
- Maggior numero di palle recuperate in una partita: 3 (3 volte)
- Maggior numero di minuti giocati in una partita: 34 (Italia-Turchia, 10 settembre 2007)